# (10203) Flinders
(10203) Flinders es un asteroide perteneciente al cinturón de asteroides, descubierto el 1 de agosto de 1997 por Frank B. Zoltowski desde el Campo de Woomera, Australia Meridional, Australia.

## Designación y nombre
Designado provisionalmente como 1997 PQ. Fue nombrado Flinders en honor al navegante y explorador británico Matthew Flinders. De carácter autodidacta, exploró el estrecho de Bass, entre Australia y Tasmania, cartografiando la costa australiana.

## Características orbitales
Flinders está situado a una distancia media del Sol de 2,202 ua, pudiendo alejarse hasta 2,380 ua y acercarse hasta 2,024 ua. Su excentricidad es 0,080 y la inclinación orbital 4,692 grados. Emplea 1193,79 días en completar una órbita alrededor del Sol.

## Características físicas
La magnitud absoluta de Flinders es 14,5. Tiene 4 km de diámetro y su albedo se estima en 0,279.